# Camillo Carcano
Camillo Carcano  é um ciclista profissional italiano que atuou no ano de 1909, participando do Giro d'Italia.